# アブダビ・ツアー
アブダビ・ツアー（英語: Abu Dhabi Tour）は、アラブ首長国連邦、アブダビで行われる自転車競技のプロロードレースの大会である。2015年10月にUCIアジアツアー2.1カテゴリーとして最初の大会が行われた 。2016年はUCIアジアツアー2.HCに属し、やはり10月に行われたが、2017年よりUCIワールドツアーに昇格し、2月に開催される。主催はジロ・デ・イタリアなどと同じくRCSスポルトである。
2019年、ドバイ・ツアーと合併し「UAEツアー」となった。

## 歴代優勝者
| 年   | 優勝                     | 準優勝                 | 3位                      |
| ---- | ------------------------ | ---------------------- | ------------------------ |
| 2015 | エステバン・チャベス     | ファビオ・アル         | ウァウテル・プールス     |
| 2016 | タネル・カンゲルト       | ニコラス・ロッシュ     | ディエゴ・ウリッシ       |
| 2017 | ルイ・コスタ             | イルヌール・ザカリン   | トム・デュムラン         |
| 2018 | アレハンドロ・バルベルデ | ウィルコ・ケルダーマン | ミゲル・アンヘル・ロペス |